# The Last Empress
The Last Empress (hangul: 황후의 품격; rr: Hwanghuui Pumgyeok) é uma telenovela sul-coreana exibida pela SBS de 21 de novembro de 2018 a 21 de fevereiro de 2019, estrelada por Jang Na-ra, Choi Jin-hyuk, Shin Sung-rok, Lee Elijah e Shin Eun-kyung.
Originalmente previsto para 48 episódios, The Last Empress foi estendido para 52 episódios devido à sua popularidade. Ele recebeu altas classificações de audiência e críticas positivas por seu enredo acelerado e imprevisível. Em seu 24º episódio, em 27 de dezembro de 2018, The Last Empress alcançou 17,9% de audiência em todo o país, tornando-a a minissérie de maior audiência da televisão terrestre coreana em 2018. Superou o recorde anteriormente detido pelo drama Return.

## Enredo
A série se passa em uma hipotética monarquia constitucional em 2018 e segue a vida de uma atriz musical que se casa com o Imperador do Império Coreano. Ela procura o verdadeiro amor e felicidade enquanto luta com a vida no palácio, eventualmente se envolvendo no assassinato da avó do imperador, levando ao desaparecimento da família imperial.

## Elenco

### Elenco principal
- Jang Na-ra como Oh Sunny[6] - uma atriz musical aspirante com uma personalidade brilhante e alegre. Ela se tornou uma Cinderela durante a noite depois de se casar com o Imperador. No palácio, ela luta para descobrir a verdade por trás da morte da Grã-imperatriz e derrubar a família imperial corrupta.
- Choi Jin-hyuk como Na Wang-sik / Chun Woo-bin[7] - busca vingança contra a família imperial após o assassinato de sua mãe. Para se infiltrar na família imperial, ele mudou sua identidade para Chun Woo-bin, tornando-se o guarda-costas imperial mais confiável do Imperador, com habilidades de luta incomparáveis.
- Shin Sung-rok como imperador Lee Hyuk[8] - Imperador do Império Coreano. Um governante poderoso que é respeitado pelo povo. Ele é talentoso e eloqüente, mas por baixo de sua aparência agradável existe uma personalidade feia.
- Lee Elijah como Min Yoo-ra[9] - secretário-chefe imperial. Ela é perspicaz, decisiva e gananciosa. Ela é confiada pelo Imperador e se torna sua amante e amante secreta.
- Shin Eun-kyung como imperatriz viúva Kang[10] - mãe de Lee Hyuk. Uma mulher destemida e poderosa que detém autoridade absoluta no palácio e é ferozmente protetora de seu status.

### Elenco de apoio

#### Casa Imperial
- Oh Seung-yoon como príncipe herdeiro Lee Yoon / Vincent Lee[11]

Irmão mais novo de Lee Hyuk.
- Yoon So-yi como Seo Kang-hee[12]

A babá de Ah-ri e mãe biológica.
- Ah Ah-rin como Ah-ri[13]

Filha ilegítima de Lee Hyuk.
- Park Won-sook como frã-imperatriz Jo[14]

Lee Hee-jin como princesa So-jin
- Shin Go-eun como a imperatriz tardia Sohyun

Primeira esposa de Lee Hyuk.

#### Família de Sunny
- Yoon Da-hoon como Oh Geum-mo[16]

O pai de Sunny e dono de um restaurante de frango.
- Stephanie Lee como Oh Hel-ro[12]

Irmã de Sunny.
- Lee Ji-ha como Shin Eun-soo

Mãe falecida de Sunny

#### Outros
- Kim Myung-soo como Byun Baek-ho
- Yoon Joo-man como Ma Pil-joo[17]

O braço direito do imperador.
- Hwang Young-hee como Baek Do-hee

Mãe de Na Wang-sik. Mãe adotiva de Min Yoo-ra e Na Dong-sik.
- Hado Kwon como chefe do guarda imperial Joo
- Lee Soo-ryun como Choi Tae-jung

Assistente-chefe da imperatriz Kang
- Kim Min-ok como Hong So-mae

Assistente-chefe da grã-imperatriz Jo.
- Choi Ja-hye como Ha Jeong-dan

Senhora da corte da grã-imperatriz Jo.
- Oh Han-kyul como Na Dong-sik
- Kim Yoon-ji como Hyun-joo[18]

O colega júnior de Sunny e uma atriz musical que tem ciúmes de Sunny
- Tae Hang-ho como Na Wang-sik (Ep 1-6)
- Go Se-won como primeiro ministro
- Yoo Gun como Kang Joo-seung
- Kim Jin-geun como o novo primeiro-ministro

#### Aparições especiais
- Park Chan-min como âncora de notícias (Ep 1)
- Yoon Jong-hoon como terrorista que tentou matar o imperador

Irmão de Kang Joo-seung (Ep 1)
- Park Gyu-ri como mulher suicida (Ep 13)[19]
- Song Jae-hee como pai de Lee Hyuk e Lee Yoon (Ep 14 e 19)
- Jo Dong-hyuk como detetive no assassinato da Grã-imperatriz Dowager (Ep 17-20)
- Son Chang-min como Goo Pil-mo, neurocirurgião-chefe no Hospital da Universidade Imperial de Daehan (Ep 23-24)
- Kim Da-som como a senhora da corte Yang Dal-hee (Ep 28)
- Dong Hyun-bae como o detetive (Ep 41-42)
- Ahn Nae-sang como chefe de detetive no ataque de Lee Yoon (Ep 41-42)
- Jeon Soo-kyung como Imperatriz Eun (Ep 46-48)
- Kim Soo-mi como Sa Goon Ja / ex-chefe Kim (Ep 47)

## Produção
A primeira leitura do roteiro do drama foi realizada em 6 de setembro de 2018 no SBS Ilsan Production Center, com a participação do elenco e da equipe.
Kim Jung-tae foi originalmente escalado para o papel de Ma Pil-joo. Ele decidiu renunciar após ser diagnosticado com câncer de fígado e foi substituído por Yoon Joo-man.
Em 19 de novembro de 2018, Choi Jin-hyuk sofreu uma lesão ao filmar uma cena de ação que exigiu 30 pontos na testa.
Enquanto filmava em 18 de dezembro de 2018, Shin Sung-rok fraturou o dedo do pé e foi submetido a uma cirurgia no dia seguinte. Ele retomou as atividades de filmagem no dia seguinte à cirurgia.
Devido ao conflito de agendamento, Choi Jin-hyuk não pôde participar das filmagens da extensão de quatro episódios. Ele concluiu as filmagens até o episódio 48, conforme planejado originalmente.
Em 25 de fevereiro de 2019, a produção lançou um epílogo com Jang Na-ra e Shin Sung-rok na Naver TV e no canal SBS NOW no YouTube.

### Controvérsia da condição de trabalho
Em 25 de outubro de 2018, a SBS assinou contratos individuais com a equipe da The Last Empress para garantir melhores condições de trabalho. No entanto, de acordo com o Hope Alliance Labor Union (HALU), a rede e a empresa de produção SM Life Design Group (SMLDG) violaram os contratos quando continuaram a estender os horários de trabalho sem o consentimento dos trabalhadores.
A HALU também alegou que, "de 21 a 30 de novembro, a equipe teve que passar dez dias consecutivos de agendamentos intensos de filmagens, que duraram muitas horas sem um único dia de descanso."
Em 17 de dezembro de 2018, a HALU apresentou uma acusação ao Ministério do Emprego e Trabalho (MOEL) contra a SBS e a SMLDG.

## Trilha sonora

### Parte 1
| Lançado em 28 de novembro de 2018 |                               |                 |         |  |
| N.º                               | Título                        | Artista         | Duração |  |
| 1.                                | "What Would It Be" (어땠을까) | Jang Deok-cheol | 3:56    |  |
| 2.                                | "What Would It Be" (Inst.)    |                 | 3:56    |  |
| Duração total:                    | Duração total:                | Duração total:  | 7:52    |  |

### Parte 2
| Lançado em 6 de dezembro de 2018 |                          |                |         |  |
| N.º                              | Título                   | Artista        | Duração |  |
| 1.                               | "Not Over" (끝이 아니길) | Gaho           | 3:30    |  |
| 2.                               | "Not Over" (Inst.)       |                | 3:30    |  |
| Duração total:                   | Duração total:           | Duração total: | 7:00    |  |

### Parte 3
| Lançado em 27 de dezembro de 2018 |                                        |                |         |  |
| N.º                               | Título                                 | Artista        | Duração |  |
| 1.                                | "If I Convey My Heart" (마음을 전하면) | Kei (Lovelyz)  | 4:11    |  |
| 2.                                | "If I Convey My Heart" (Inst.)         |                | 4:11    |  |
| Duração total:                    | Duração total:                         | Duração total: | 8:22    |  |

### Parte 4
| Lançado em 16 de janeiro de 2019 |                            |                |         |  |
| N.º                              | Título                     | Artista        | Duração |  |
| 1.                               | "Deep Voice" (낮은 목소리) | Park Ji-min    | 3:23    |  |
| 2.                               | "Deep Voice" (Inst.)       |                | 3:23    |  |
| Duração total:                   | Duração total:             | Duração total: | 6:46    |  |

### Parte 5
| Lançado em 30 de janeiro de 2019 |                                |                |         |  |
| N.º                              | Título                         | Artista        | Duração |  |
| 1.                               | "For Only One Day" (단 하루만) | Seo Ji-an      | 3:45    |  |
| 2.                               | "For Only One Day" (Inst.)     |                | 3:45    |  |
| Duração total:                   | Duração total:                 | Duração total: | 7:30    |  |

### Parte 6
| Lançado em 13 de fevereiro de 2019 |                       |                |         |  |
| N.º                                | Título                | Artista        | Duração |  |
| 1.                                 | "Open Ending"         | Giryeon        | 3:45    |  |
| 2.                                 | "Open Ending" (Inst.) |                | 3:25    |  |
| Duração total:                     | Duração total:        | Duração total: | 6:50    |  |

| Disc 2: |                               |                 |         |  |
| N.º     | Título                        | Artista         | Duração |  |
| 1.      | "Anger and hatred"            | Vários artistas | 3:46    |  |
| 2.      | "Awkward romance"             | Vários artistas | 2:06    |  |
| 3.      | "Confused heart"              | Vários artistas | 1:50    |  |
| 4.      | "Definite flaw"               | Vários artistas | 2:22    |  |
| 5.      | "Empress of slander"          | Vários artistas | 1:59    |  |
| 6.      | "Fabricated imperial family"  | Vários artistas | 2:30    |  |
| 7.      | "Fallen emperor"              | Vários artistas | 2:31    |  |
| 8.      | "Growing distrust"            | Vários artistas | 2:11    |  |
| 9.      | "It's all happening"          | Vários artistas | 2:23    |  |
| 10.     | "Imperial shadow"             | Vários artistas | 2:15    |  |
| 11.     | "Imperial identity"           | Vários artistas | 1:51    |  |
| 12.     | "Imminent crisis"             | Vários artistas | 2:28    |  |
| 13.     | "I am alone"                  | Vários artistas | 1:52    |  |
| 14.     | "Min Yoo Ra"                  | Vários artistas | 1:50    |  |
| 15.     | "My only one"                 | Vários artistas | 3:33    |  |
| 16.     | "Man who thought he was dead" | Vários artistas | 1:50    |  |
| 17.     | "Oh! Sunny day"               | Vários artistas | 1:38    |  |
| 18.     | "Overview of events"          | Vários artistas | 1:47    |  |
| 19.     | "Prelude to the truth"        | Vários artistas | 2:44    |  |
| 20.     | "Protect dignity! Besides !"  | Vários artistas | 1:20    |  |
| 21.     | "Princess Ari's Day"          | Vários artistas | 2:10    |  |
| 22.     | "Puzzled puzzles"             | Vários artistas | 2:16    |  |
| 23.     | "The Emperor is innocent"     | Vários artistas | 2:05    |  |
| 24.     | "The case to be revealed"     | Vários artistas | 2:47    |  |
| 25.     | "The past I want to die"      | Vários artistas | 1:59    |  |

## Classificações
- Na tabela abaixo, os números azuis representam as audiências mais baixas e os números vermelhos representam as audiências mais elevadas.

| Episódio | Data de transmissão     | Título                                                               | Audiência média | Audiência média | Audiência média |
| Episódio | Data de transmissão     | Título                                                               | TNmS            | AGB Nielsen     | AGB Nielsen     |
| Episódio | Data de transmissão     | Título                                                               | Em todo o país  | Em todo o país  | Seul            |
| -------- | ----------------------- | -------------------------------------------------------------------- | --------------- | --------------- | --------------- |
| 1        | 21 de novembro de 2018  | Thank You, Your Majesty (감사합니다 폐하)                            | 7.4%            | 7.2% (14th)     | 7.7% (12th)     |
| 2        | 21 de novembro de 2018  | Thank You, Your Majesty (감사합니다 폐하)                            | 8.1%            | 7.6% (11th)     | 8.6% (8th)      |
| 3        | 22 de novembro de 2018  | Always the Main Character (항상 주인공입니다)                        | 8.0%            | 7.6% (13th)     | 8.6% (9th)      |
| 4        | 22 de novembro de 2018  | Always the Main Character (항상 주인공입니다)                        | 8.5%            | 8.5% (9th)      | 9.3% (8th)      |
| 5        | 28 de novembro de 2018  | Can You Accept Me? (나 좀 받아줄래요?)                               | 5.9%            | 5.7% (20th)     | 5.8% (17th)     |
| 6        | 28 de novembro de 2018  | Can You Accept Me? (나 좀 받아줄래요?)                               | 7.0%            | 7.9% (10th)     | 8.4% (9th)      |
| 7        | 29 de novembro de 2018  | The Korean Empire's Empress (대한 제국 황후)                         | 7.2%            | 7.6% (13th)     | 8.0% (11th)     |
| 8        | 29 de novembro de 2018  | The Korean Empire's Empress (대한 제국 황후)                         | 8.2%            | 9.3% (7th)      | 9.9% (5th)      |
| 9        | 5 de dezembro de 2018   | I'll Kill You All (내가 다 죽여버릴 거야)                            | 6.8%            | 6.1% (18th)     | 6.8% (13th)     |
| 10       | 5 de dezembro de 2018   | I'll Kill You All (내가 다 죽여버릴 거야)                            | 9.2%            | 9.3% (7th)      | 10.1% (5th)     |
| 11       | 6 de dezembro de 2018   | Don't Trust Anyone in the Palace (궁에선 아무도 믿지 마)             | 8.3%            | 7.9% (12th)     | 8.3% (9th)      |
| 12       | 6 de dezembro de 2018   | Don't Trust Anyone in the Palace (궁에선 아무도 믿지 마)             | 10.1%           | 10.5% (6th)     | 11.5% (3rd)     |
| 13       | 12 de dezembro de 2018  | Cheer Up, Your Majesty (힘내십시오, 마마)                            | 6.8%            | 8.2% (10th)     | 8.6% (10th)     |
| 14       | 12 de dezembro de 2018  | Cheer Up, Your Majesty (힘내십시오, 마마)                            | 9.1%            | 11.5% (4th)     | 12.3% (3rd)     |
| 15       | 13 de dezembro de 2018  | A Life that has Already Died Once (이미 한번 죽은 목숨)              | 9.6%            | 11.0% (8th)     | 12.4% (4th)     |
| 16       | 13 de dezembro de 2018  | A Life that has Already Died Once (이미 한번 죽은 목숨)              | 12.3%           | 14.0% (3rd)     | 15.4% (2nd)     |
| 17       | 19 de dezembro de 2018  | I Will Destroy the Imperial House (황실을 박살 낼 겁니다)            | 8.5%            | 10.0% (8th)     | 10.8% (6th)     |
| 18       | 19 de dezembro de 2018  | I Will Destroy the Imperial House (황실을 박살 낼 겁니다)            | 11.9%           | 13.3% (3rd)     | 14.5% (2nd)     |
| 19       | 20 de dezembro de 2018  | I Love You, Your Majesty (사랑해요 폐하)                             | 10.9%           | 11.4% (6th)     | 12.0% (5th)     |
| 20       | 20 de dezembro de 2018  | I Love You, Your Majesty (사랑해요 폐하)                             | 13.3%           | 14.6% (2nd)     | 15.5% (2nd)     |
| 21       | 26 de dezembro de 2018  | Appointing the Chief Imperial Guard (경호대장에 임명한다)            | 11.0%           | 12.6% (6th)     | 13.7% (4th)     |
| 22       | 26 de dezembro de 2018  | Appointing the Chief Imperial Guard (경호대장에 임명한다)            | 13.1%           | 16.1% (2nd)     | 17.3% (1st)     |
| 23       | 27 de dezembro de 2018  | Die (죽어)                                                           | 13.7%           | 15.1% (4th)     | 16.2% (3rd)     |
| 24       | 27 de dezembro de 2018  | Die (죽어)                                                           | 15.8%           | 17.9% (2nd)     | 18.9% (1st)     |
| 25       | 2 de janeiro de 2019    | Tell Me the Truth (진실을 말해주세요)                                | 11.0%           | 12.5% (3rd)     | 12.4% (3rd)     |
| 26       | 2 de janeiro de 2019    | Tell Me the Truth (진실을 말해주세요)                                | 14.5%           | 15.8% (2nd)     | 16.3% (2nd)     |
| 27       | 3 de janeiro de 2019    | Let's Play, Sunny (써니야 놀자)                                      | 13.7%           | 14.0% (3rd)     | 14.7% (3rd)     |
| 28       | 3 de janeiro de 2019    | Let's Play, Sunny (써니야 놀자)                                      | 15.1%           | 16.0% (2nd)     | 16.9% (2nd)     |
| 29       | 9 de janeiro de 2019    | I'll Protect It (지켜줄게요)                                         | 10.7%           | 11.8% (6th)     | 12.7% (5th)     |
| 30       | 9 de janeiro de 2019    | I'll Protect It (지켜줄게요)                                         | 13.9%           | 14.9% (2nd)     | 15.9% (2nd)     |
| 31       | 10 de janeiro de 2019   | I Like It (제가 좋아합니다)                                          | 11.7%           | 12.5% (5th)     | 13.5% (3rd)     |
| 32       | 10 de janeiro de 2019   | I Like It (제가 좋아합니다)                                          | 13.7%           | 15.3% (2nd)     | 16.7% (2nd)     |
| 33       | 17 de janeiro de 2019   | You Look Pretty (예쁘시네요)                                         | 11.1%           | 12.2% (5th)     | 12.9% (3rd)     |
| 34       | 17 de janeiro de 2019   | You Look Pretty (예쁘시네요)                                         | 13.5%           | 15.2% (2nd)     | 16.1% (2nd)     |
| 35       | 23 de janeiro de 2019   | You Have To Be Strong (강해지셔야 돼요)                              | 10.5%           | 11.0% (7th)     | 11.6% (4th)     |
| 36       | 23 de janeiro de 2019   | You Have To Be Strong (강해지셔야 돼요)                              | 12.3%           | 14.0% (2nd)     | 15.2% (2nd)     |
| 37       | 24 de janeiro de 2019   | Please Catch The True Criminal (진범을 잡아주세요)                   | 9.7%            | 10.9% (6th)     | 11.0% (5th)     |
| 38       | 24 de janeiro de 2019   | Please Catch The True Criminal (진범을 잡아주세요)                   | 12.0%           | 13.9% (2nd)     | 14.3% (2nd)     |
| 39       | 30 de janeiro de 2019   | I Like Her Majesty (황후 마마를 좋아합니다)                          | 12.3%           | 12.9% (5th)     | 13.5% (3rd)     |
| 40       | 30 de janeiro de 2019   | I Like Her Majesty (황후 마마를 좋아합니다)                          | 14.7%           | 15.0% (2nd)     | 15.3% (2nd)     |
| 41       | 31 de janeiro de 2019   | Do Not Run Away (도망치지마)                                         | 13.0%           | 14.9% (3rd)     | 15.5% (3rd)     |
| 42       | 31 de janeiro de 2019   | Do Not Run Away (도망치지마)                                         | 14.8%           | 16.7% (2nd)     | 17.1% (2nd)     |
| 43       | 7 de fevereiro de 2019  | You Murderer, Die (살인자 새끼, 죽어)                                | 11.1%           | 12.2% (6th)     | 12.7% (4th)     |
| 44       | 7 de fevereiro de 2019  | You Murderer, Die (살인자 새끼, 죽어)                                | 13.1%           | 14.5% (2nd)     | 15.2% (2nd)     |
| 45       | 13 de fevereiro de 2019 | Live As My Woman Until You Die (죽을 때까지 내 여자로 살아)          | 11.1%           | 11.0% (7th)     | 11.1% (5th)     |
| 46       | 13 de fevereiro de 2019 | Live As My Woman Until You Die (죽을 때까지 내 여자로 살아)          | 13.5%           | 13.9% (2nd)     | 14.1% (2nd)     |
| 47       | 14 de fevereiro de 2019 | Please Take Care of the Empire of Korea (대한 제국을 부탁합니다)     | 11.9%           | 12.4% (7th)     | 12.4% (5th)     |
| 48       | 14 de fevereiro de 2019 | Please Take Care of the Empire of Korea (대한 제국을 부탁합니다)     | 14.0%           | 14.6% (3rd)     | 14.7% (3rd)     |
| 49       | 20 de fevereiro de 2019 | The Last Day of the Imperial Family (황실의 마지막 날)               | 11.0%           | 11.7% (6th)     | 11.7% (4th)     |
| 50       | 20 de fevereiro de 2019 | The Last Day of the Imperial Family (황실의 마지막 날)               | 13.1%           | 13.8% (3rd)     | 14.2% (2nd)     |
| 51       | 21 de feveriro de 2019  | The Last Imperial Family of the Korean Empire (대한제국 마지막 황실) | 13.2%           | 14.1% (5th)     | 13.9% (4th)     |
| 52       | 21 de feveriro de 2019  | The Last Imperial Family of the Korean Empire (대한제국 마지막 황실) | 15.7%           | 16.5% (2nd)     | 16.8% (2nd)     |
| Média    | Média                   | Média                                                                | 11.3%           | 12.2%           | 12.9%           |
| Especial | 16 de janeiro de 2019   | Special Episode (몰아보기 스페셜)                                    | 5.5%            | 5.8% (NR)       | 6.3% (16th)     |
| Especial | 16 de janeiro de 2019   | Special Episode (몰아보기 스페셜)                                    | 4.5%            | 4.9% (NR)       | —               |

## Prêmios e indicações
| Ano  | Prémio                           | Categoria                                                                 | Indicação     | Resultado | Ref.   |
| ---- | -------------------------------- | ------------------------------------------------------------------------- | ------------- | --------- | ------ |
| 2018 | SBS Drama Awards                 | Prêmio de excelência superior, ator em um drama de quarta a quinta-feira  | Choi Jin-hyuk | Venceu    | [ 35 ] |
| 2018 | SBS Drama Awards                 | Prêmio de excelência superior, ator em um drama de quarta a quinta-feira  | Shin Sung-rok | Venceu    | [ 35 ] |
| 2018 | SBS Drama Awards                 | Prêmio de excelência superior, atriz em um drama de quarta a quinta-feira | Jang Na-ra    | Venceu    | [ 35 ] |
| 2018 | SBS Drama Awards                 | Prêmio de excelência, atriz em um drama de quarta a quinta-feira          | Lee Elijah    | Indicado  | [ 35 ] |
| 2018 | SBS Drama Awards                 | Melhor ator/atriz jovem                                                   | Oh Ah-rin     | Indicado  | [ 35 ] |
| 2019 | Seoul International Drama Awards | Melhor atriz coreana                                                      | Jang Na-ra    | Venceu    | [ 36 ] |

## Transmissão internacional
- Na Malásia, Cingapura e Brunei, o drama foi ao ar na Sony ONE dentro de 24 horas após sua transmissão sul-coreana original com legendas.[37]
- Em Cingapura, o drama está disponível para transmissão sob demanda no Viu com legendas. Durante sua série original, episódios do drama estavam disponíveis para transmissão em Viu 12 horas após sua transmissão sul-coreana original.[38] O drama também será exibido no canal Channel U, a partir de 3 de fevereiro de 2020,[39] toda segunda-feira a sexta-feira às 22h.
- Na Indonésia, o drama foi ao ar na Trans TV a partir de 18 de fevereiro de 2019.[40]
- Em Mianmar, o drama foi ao ar no Sky Net International Drama a partir de 12 de abril de 2019.[41]
- No Vietnã, o drama foi ao ar no HTV2 a partir de dezembro de 2019.
- Nas Filipinas, será exibido na GMA Network em 9 de março de 2020.